# Matthias Aigner
Matthias Aigner (ehemals Matthias Wurm, * 3. April 1993) ist ein österreichischer Fußballspieler.

## Karriere
Wurm begann seine Karriere beim SKU Amstetten. 2007 kam er in die AKA St. Pölten, in der er bis 2011 spielte. Zur Saison 2011/12 kehrte er zum Amstetten zurück. Sein Debüt in der Regionalliga gab er im August 2011, als er am ersten Spieltag jener Saison gegen die Amateure des FK Austria Wien in der Startelf stand.
Seinen ersten Treffer in der Regionalliga erzielte er im August 2012 bei einem 2:2-Remis gegen den SV Stegersbach. Nach sieben Jahren in der Regionalliga stieg er in der Saison 2017/18 mit Amstetten in die 2. Liga auf. In der Aufstiegssaison kam er zu 19 Einsätzen, in denen er einen Treffer erzielte.
Im August 2018 debütierte Wurm in der zweithöchsten Spielklasse, als er am vierten Spieltag der Saison 2018/19 gegen den FC Blau-Weiß Linz in der Nachspielzeit für Patrick Lachmayr eingewechselt wurde. In drei Zweitligaspielzeiten für Amstetten kam er zu 76 Einsätzen, in denen er fünf Tore erzielte. Ab der Saison 2019/20 war er zudem Kapitän der Niederösterreicher. Nach insgesamt über 200 Einsätzen und zehn Jahren beim Verein wechselte Wurm zur Saison 2021/22 zum fünftklassigen ASK Ybbs.